# Karel Nicolaas Alexander d'Oultremont

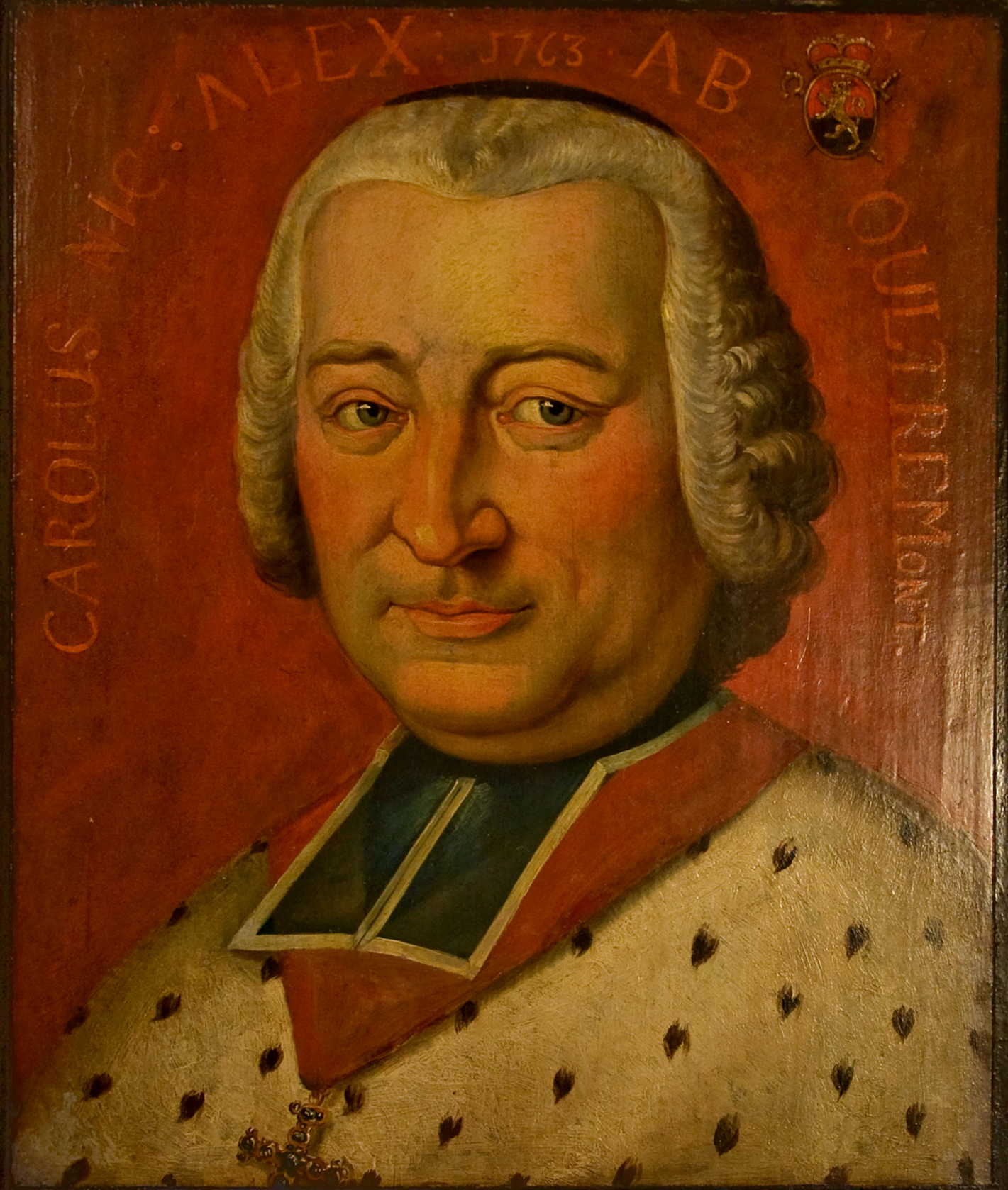
Karel Nicolaas Alexander graaf d'Oultremont, prins-bisschop van Luik van 1763 tot 1771

Karel Nicolaas Alexander, graaf van Oultremont (Saint-Georges-sur-Meuse, 25 juni 1716 - aldaar, 22 oktober 1771), heer van Warfusée, was van 20 april 1763 tot 22 oktober 1771 prins-bisschop van Luik.

## Biografie

### Achtergrond, opleiding en vroege carrière
Karel Nicolaas Alexander graaf d'Oultremont werd geboren het kasteel van Warfusée in Saint-Georges-sur-Meuse. Zijn vader was Jean François Paul Emile d'Oultremont en zijn moeder gravin Maria Isabella van Beieren-Schagen, barones van Schagen en vrouwe van Drunen. Karel d'Oultremont groeide op op het kasteel van Warfusée. Hij bleef zijn leven lang op het kasteel leven.
Karel d'Oultremont studeerde aan het College van Reims en het Lycée Louis-le-Grand. In 1733 werd hij kanunnik van het Kapittel van Sint-Lambertus verbonden aan de Sint-Lambertuskathedraal te Luik

### Prins-bisschop van Luik
In januari 1763 overleed prins-bisschop van Luik Johan XI Theodoor van Beieren. Karel d'Oultremont was kandidaat voor de opvolging. Hij ontving de steun van het kapittel. Als voornaamste kandidaat voor de opvolging gold echter prins Clemens Wenzeslaus van Saksen (1739-1812) - de slechts 24-jarige zoon van koning August III van Polen -, die gesteund werd door Frankrijk en Oostenrijk, twee grote mogendheden die hun invloed op het prinsbisdom Luik wilden uitbreiden. Clemens Wenzeslaus van Saksen was echter geen lid van het kapittel en de kanunniken zagen niets in zijn kandidatuur.
Op 20 april 1763 vond de stemming van het kapittel plaats. Karel d'Oultremont werd met 30 tegen 19 stemmen gekozen tot prins-bisschop van Luik. Prins Clemens was het niet eens met de uitslag en protesteerde bij keizer Frans I Stefan en bij de paus. De paus bekrachtigde echter de verkiezing van D'Oultremont.
Karel d'Oultremont was weliswaar gekozen tot prins-bisschop, maar kon dit ambt nog niet volledig vervullen, omdat hij nog geen rooms-katholiek geestelijke was. Hij werd op 22 april 1764 tot diaken en op 24 april 1764 tot priester gewijd. Op 30 mei 1764 werd hij in de Sint-Lambertuskathedraal van Luik tot bisschop gewijd.
Karel d'Oultremont was meer een kerkvorst dan staatshoofd en dat bleek duidelijk uit zijn bewind. D'Oultremont bestreed het jansenisme en het febronianisme en was gekant tegen de verlichtingsideeën. Aan de andere kant verbeterde hij de theologische opleidingen in het prinsbisdom en stimuleerde de stichting van charitatieve instellingen. Het politieke bestuur van het prinsbisdom liet d'Oultremont over aan zijn broer Jean d'Oultremont (1715-1782) en zijn privésecretaris, kanunnik Lambert de Brocal. De Brocal verbeterde de infrastructuur en stimuleerde handel, landbouw en industrie.
Op advies van zijn broer, Jean d'Oultremont, perkte d'Oultremont de macht van de adel in. Hij verscherpte de toelatingseisen ("admissie") voor de Raad van Adel. Voortaan moesten de edelen zestien in plaats van acht adellijke kwartieren in hun kwartierstaat kunnen aantonen. Het aantal adellijke families in de Raad van Adel werd hierdoor beperkt tot 15.
Tijdens zijn bewind ondervond d'Oultremont hinder van de keizer die nog steeds verbolgen was over het feit dat prins Wenzel niet tot prins-bisschop was gekozen. De keizer probeerde de handel tussen Luik en de Oostenrijkse Nederlanden te dwarsbomen. Dankzij het economische beleid van De Brocal ondervond het prinsbisdom echter weinig hinder van de pogingen van de Oostenrijkse keizer.
Karel d'Oultremont overleed op 55-jarige leeftijd op het Kasteel van Warfusée waar hij geboren was.

## Familie
Karel d'Oultremonts broer, de eerder genoemde Jean d'Oultremont (Jean-François-Georges, graaf d'Oultremont, baron van Han-sur-Lesse en heer van Wégimont) was de grootvader van Henriëtte d'Oultremont de Wégimont, de tweede echtgenote van koning Willem I der Nederlanden. Jean d'Oultremont was ook de overgrootvader van de zalige Emilia d'Oultremont.

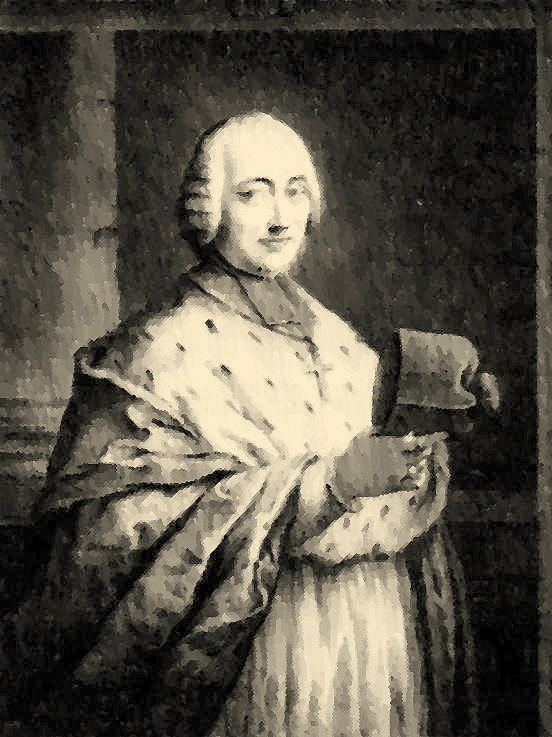

## Verwijzingen
1. ↑  Charles-Nicolas-Alexandre, comte d'Oultremont, sieur d Warfusée
2. ↑  https://web.archive.org/web/20160304220536/http://stamboom-boden.com/getperson.php?personID=I1084021179&tree=1
3. 1 2  Grote Winkler Prins Encyclopedie in 26 delen, door: red. Winkler Prins, 1992, 9de druk, dl. 18, blz. 46
4. ↑  De laatste prins-bisschop van Luik uit het Huis Wittelsbach
5. ↑  Grote Winkler Prins Encyclopedie in 26 delen, door: red. Winkler Prins, 1992, 9de druk, dl. 18, blz. 47

- Bibliothèque nationale de France: cb11985094w (data)
- Gemeinsame Normdatei: 173346103
- International Standard Name Identifier: 0000 0003 6995 4489
- Nationale Bibliotheek van Polen: a0000003665471
- Nederlandse Thesaurus van Auteursnamen: 13924803X
- Virtual International Authority File: 245194222
- WorldCat: E39PBJhXbFbkKmRxbm9tMWd84q